# Hầu Doanh
Hầu Doanh (侯嬴,?-257 TCN), còn gọi là Hầu Sinh, là ẩn sĩ nước Ngụy thời Chiến Quốc trong lịch sử Trung Quốc, có công giúp Tín Lăng Quân Nguỵ Vô Kỵ đánh bại quân Tần cứu nước Triệu trong trận Hàm Đan.

## Được Tín Lăng Quân trọng vọng
Hầu Doanh nhà nghèo, làm người giữ cửa thành Di Môn ở kinh thành Đại Lương nước Nguỵ. Khi công tử Nguỵ Vô Kỵ - em của Nguỵ An Ly vương - biết đến ông, ông đã bảy mươi tuổi.
Tín Lăng Quân Vô Kỵ nghe tiếng ông là bậc hiền tài, bèn đến mời, muốn đem hậu lễ để biếu. Nhưng Hầu Doanh không chịu nhận, ông nói:
Thần tu thân, giữ nết trong sạch mấy mươi năm nay, quyết không vì làm chức giữ cửa thành khổ sở mà nhận tiền bạc của công tử.
Vô Kỵ không chán nản, bèn đặt tiệc rượu, hội họp tân khách đông đủ. Khách ngồi xong đâu vào đấy, Vô Kỵ mang xe ngựa đi theo, để chỗ ngồi bên trái bỏ trống, thân hành đi đến cửa Di Môn chỗ ông đứng gác mà mời.
Hầu Sinh sửa qua áo mũ bước thẳng lên xe, ngồi chỗ ngồi phía trên, không từ chối, muốn để dò ý Nguỵ Vô Kỵ. Vô Kỵ cầm dây cương một cách cung kính, đích thân đánh xe cho ông. Hầu Doanh nói với Vô Kỵ muốn ghé thăm người khách làm nghề hàng thịt ở ngoài chợ. Nguỵ Vô Kỵ nghe theo, đánh xe vào chợ. Hầu Sinh xuống xe, thăm Chu Hợi, cố ý dùng dằng, nói chuyện một hơi lâu, trong khi nói chuyện lại liếc nhìn Vô Kỵ.
Hầu Doanh thấy sắc mặt Vô Kỵ trước sau không có ý sốt ruột, bèn từ tạ Chu Hợi mà lên xe. Khi đến nhà, Nguỵ Vô Kỵ dẫn ông lên ngồi ở ghế trên, giới thiệu và khen ngợi ông với các tân khách. Tân khách đều kính nể ông.
Vô Kỵ đến trước mặt Hầu Doanh chúc thọ, ông nói:
Hôm nay Doanh này làm cho công tử thực khó nhọc! Đáng lý tôi không nên ghé vào nhà người ta. Nay công tử lại chịu khó đưa tôi đến. Doanh này muốn công tử được tiếng; cố ý giữ xe và quân kỵ của công tử ở giữa chợ, công tử lại càng cung kính, người ngoài chợ đều cho Doanh là đứa tiểu nhân, công tử là bậc trưởng giả, biết nhún mình trước kẻ sĩ.
Vô Kỵ đãi tiệc, Hầu Doanh được làm thượng khách. Ông bèn tiến cử Chu Hợi với Vô Kỵ. Vô Kỵ bèn đến thăm Chu Hợi.

## Bày kế phá Tần
Năm 257 TCN, Tần Chiêu Tương Vương sau khi phá quân Triệu ở Trường Bình, lại tiến binh vây kinh đô nước Triệu là Hàm Đan. Thừa tướng nước Triệu là Bình Nguyên Quân Triệu Thắng, anh rể của Nguỵ Vô Kỵ đưa thư cho Ngụy Vương và Vô Kỵ xin nước Ngụy cứu viện. Vua Ngụy đã sai tướng quân Tấn Bỉ cầm mười vạn quân đi cứu Triệu, nhưng lại sợ nước Tần nên vua Nguỵ sai người ngăn Tấn Bỉ, giữ quân lại để chờ xem tình thế.
Sứ giả của Triệu Thắng sang giục mấy lần. Vô Kỵ lo lắng, mấy lần xin Ngụy Vương, nhưng Ngụy Vương sợ Tần nên không nghe. Vô Kỵ bèn định tụ tập các tân khách, muốn cùng những người khách qua đánh quân Tần, rồi cùng chết với nước Triệu.
Vô Kỵ đi qua cửa Di Môn ghé thăm Hầu Doanh, kể lại đầu đuôi tại sao mình liều chết với quân Tần và từ biệt ra đi. Hầu Doanh nói:
Công tử cố gắng đi nhé. Tôi già yếu rồi, không thể đi theo được.
Vô Kỵ đi được mấy dặm, trong lòng không vui nói:
Ta đối đãi Hậu Sinh chu tất, thiên hạ không ai không biết. Nay ta sắp chết, thế mà Hầu Sinh không có nửa lời tiễn ta, phải chăng ta có điều gì không phải?
Bèn quay xe về, hỏi Hầu Doanh. Ông cười và nói:
Tôi đã biết thế nào công tử cũng quay lại. Công tử yêu kẻ sĩ nổi tiếng khắp thiên hạ, nay gặp nạn không có phương kế nào khác mà lại muốn lao vào quân Tần, thế cũng như là ném thịt cho hổ đói chứ có ích gì đâu! Như thế thì dùng tân khách làm cái gì? Nhưng công tử đối đãi với tôi rất hậu, công tử ra đi mà tôi không tiễn, vì vậy biết công tử sẽ hối hận mà trở lại.
Vô Kỵ hỏi kế đánh Tần. Hầu Sinh bèn đuổi những người xung quanh ra rồi nói riêng với Vô Kỵ:
Doanh này nghe nói "Binh phù" của Tấn Bỉ thường để ở trong phòng ngủ của nhà vua mà nàng Như Cơ được nhà vua rất yêu, ra vào nơi phòng ngủ của nhà vua, có thể ăn trộm được. Doanh nghe nói cha của Như Cơ bị người ta giết. Như Cơ chứa giận ba năm, muốn tìm người báo thù cho cha, nhưng từ nhà vua trở xuống, không được một người nào. Như Cơ khóc với công tử. Công tử sai người khách chém đầu kẻ thù kính dâng lên Như Cơ. Như Cơ muốn báo ơn công tử, chết cũng không từ chối, nhưng vẫn chưa có dịp đấy thôi. Nay nếu công tử mở miệng nói với Như Cơ một lời thì thế nào Như Cơ cũng bằng lòng. Một khi đã có được "hổ phù", giành lấy quân đội của Tấn Bỉ, đem quân về phía Bắc, cứu nước Triệu, đuổi nước Tần về phía Tây, đó là công lao của Ngũ bá đời xưa.
Nguỵ Vô Kỵ nghe theo kế của Hầu Sinh, nói với Như Cơ. Như Cơ quả nhiên trộm được binh phù của Tấn Bỉ dưa cho Vô Kỵ. Vô Kỵ ra đi, Hầu Sinh nói:
"Tướng quân đã ở ngoài biên giới thì có những lúc không nghe theo lệnh của nhà vua, để tiện lợi cho việc quốc gia". Công tử đến ghép phù, nếu như Tấn Bỉ không trao quân cho công tử mà lại muốn hỏi lại nhà vua thì công việc thế nào cũng hỏng mất. Người khách của tôi là anh hàng thịt Chu Hợi có thể cùng đi với công tử, anh ta là một lực sĩ. Nếu như Tấn Bỉ nghe theo thì tốt lắm. Nếu không thì sẽ sai đâm chết.
Vô Kỵ bèn đi mời Chu Hợi. Chu Hợi nhận lời cùng Vô Kỵ ra đi. Vô Kỵ đi qua tạ ơn Hầu Sinh, ông nói:
Tôi đáng lý phải đi theo, nhưng đã già đi không được, xin tính ngày công tử đến quân đội Tấn Bỉ, tôi sẽ quay đầu về hướng Bắc, tự đâm vào cổ để tiễn công tử.
Vô Kỵ nhờ Như Cơ lấy được binh phù của vua Nguỵ, sau đó cùng Chu Hợi đến đất Nghiệp giả lệnh của vua Ngụy thay Tấn Bỉ nhưng Tấn Bỉ vẫn không chịu nghe theo. Chu Hợi bèn đánh chết Tấn Bỉ. Vô Kỵ nắm lấy quân đội ra mặt trận đánh thắng quân Tần, cứu được nước Triệu.
Kể từ khi Hầu Sinh từ biệt Vô Kỵ, ông áng chừng lúc Vô Kỵ đến quân doanh, bèn quay mặt về phía bắc mà tự đâm cổ chết.